# Dùn
Dùn – niezamieszkana wyspa znajdująca się na archipelagu St Kilda. Jest długa na prawie milę. Nazwa w języku szkockim gaelickim oznacza fortecę lub fort. Jego najwyższym szczytem jest Bioda Mor (178 m n.p.m.).

## Położenie i okolica
Niemalże złączona z wyspą Hirta, te dwie wyspy rozdziela tylko wąska Caolas an Dùin (cieśnina Dùn).

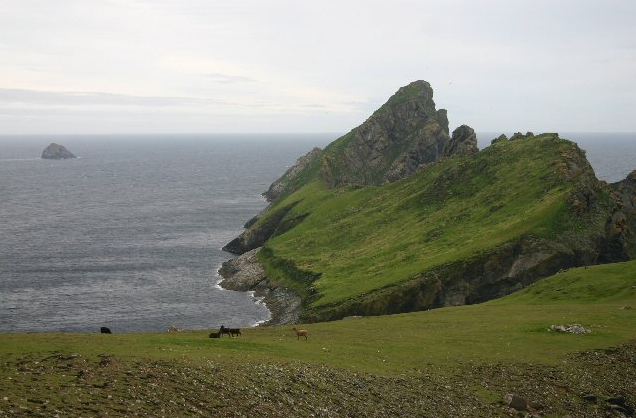
Dùn widziana z wyspy Hirta, w głębi, po lewej widoczny Stac Levenish.

Ta mała wyspa jest lęgowiskiem największej kolonii fulmarów zwyczajnych w Wielkiej Brytanii. Do 1828 St Kilda była ich jedynym miejscem występowania na terytoriach brytyjskich, w latach późniejszych ptaki zaczęły zasiedlać inne miejsca, jak choćby Fowlsheugh . Wyspa ma ponadto także trzy półwyspy – An Fhaing, Na Sgarain oraz Cùl Cleite. Na wyspie znajduje się także niewielka jaskinia.

## W sztuce
W 2016 roku o wyspie powstał singel The Lost Songs of St. Kilda. Nagrał go James MacMillan w duecie z Trevorem Morrisonem na festiwalu Scottish Festival Orchestra.